# Lidocaină
Lidocaina, regăsită sub numele comercial de xilocaină, este un anestezic local de tip amidic, derivat al cocainei, dar care nu prezintă efectul euforic sau de dependență al acesteia.

## Utilizare
Lidocaina este utilizată frecvent în medicina umană și medicina veterinară ca anestezic local. Fiind utilizat în anestezia pe traiectul unui nerv sau anestezie prin infiltrație locală. Acțiunea analgezică se instalează la 2-5 minute după administrare și are o durată de 20- 45 minute. Acționează și asupra mucoaselor, de aceea este folosit sub formă de spray-uri sau alifii înainte de intubare. Se mai poate folosi în doze mici sub formă de tablete pentru combaterea tusei, este folosit pe scară largă în stomatologie. Medicamentul mai este folosit în tratamentul zonei Zoster, stabilizarea ritmului cardiac, tulburări de ejaculare la bărbați si femei.

## Mecanismul de acțiune
Lidocaina blochează canalele de descărcare de potențial ale sodiului din membrana celulară nervoasă. Atunci când apar excitanți externi ca presiune, durere, excitant termic la nivelul pielii care normal este transmis mai departe creierului. Sistemul de transmitere la nivelul celulei nervoase senzitive este blocat, deoarece natriul nu mai poate traversa membrana celulară, și nu mai ia naștere o diferență de potențial la nivelul membranei celulare.

## Efecte secundare
Efecte secundare nedorite sunt tulburări a SNC (Sistemul Nervos Central) ca stări de neliniște, crampe, tulburări de ritm cardiac sau alergii.

## Substanțe care pot fi asociate cu lidocaina
Substanțe care pot fi asociate cu lidocaina sunt :
Fenacetin (36 %), cofeină (7 %), procaină (2 %), benzocaină (1,4 %) și paracetamol (1,4 %). Mai rar se asociază (sub 1 %) cu diltiazem, tetramisol, amfetamină, ibuprofen, acid acetilsalicilic, acid ascorbic, efedrină, hidroxizină, MDMA, metamfetamină, foledrin, tetracain, articain, diacetilmorfină, chetamină și fenmetrazin.